# Romanzo di una strage
Romanzo di una strage è un film del 2012 diretto da Marco Tullio Giordana e liberamente tratto dal libro Il segreto di piazza Fontana di Paolo Cucchiarelli, edito dalla casa editrice Ponte alle Grazie.
Il film, girato a Torino e a Milano, tratta la ricostruzione dell'attentato avvenuto a Milano in piazza Fontana il 12 dicembre 1969, e dei tragici fatti che ne conseguirono: dal caso creatosi attorno alla morte di Giuseppe Pinelli (avvenuta in circostanze misteriose durante un interrogatorio) alle varie piste intraprese dalla magistratura, tra cui quella del Presidente della corte d'assise Carlo Biotti e quella conseguente del commissario Luigi Calabresi che conduceva le indagini.
Il film ha ottenuto 16 candidature ai David di Donatello 2012, vincendone 3.

## Trama
All'indomani della morte dell'agente Antonio Annarumma, il ministro degli esteri Aldo Moro riferisce al presidente della Repubblica Giuseppe Saragat sulla situazione che, a suo dire, meriterebbe prudenza in luogo della linea dura auspicata dal Governo con l'avallo degli Stati Uniti. Contemporaneamente Giuseppe Pinelli, appartenente al circolo anarchico Ponte della Ghisolfa, a seguito della discordanza di idee sulla linea politica da adottare, prende le distanze da Pietro Valpreda, il quale lascia il circolo.
Dopo gli attentati alla Fiera di Milano, le bombe del 25 aprile 1969, delle quali solo una esplode, viene incaricato delle indagini il commissario Calabresi, il quale segue la "pista anarchica", inducendo un appartenente al circolo frequentato da Pinelli a diventare suo informatore; successivamente, l'8 agosto, avviene lo scoppio delle bombe sui treni, attribuite agli anarchici ma in realtà piazzate da elementi del gruppo neofascista Ordine Nuovo, coordinati da Franco Freda. Calabresi indaga sugli anarchici e ha spesso dei confronti ideologici e umani con Pinelli stesso, che gli regala l'Antologia di Spoon River. Nel frattempo Freda espone le sue idee su una politica più "aristocratica" agli altri membri di Ordine Nuovo, affermando la necessità di combattere la società moderna, decadente e democratica.
Il 12 dicembre 1969, alle ore 16.37, in piazza Fontana un'esplosione devasta la sede della Banca Nazionale dell'Agricoltura: muoiono diciassette persone ed altre ottantotto rimangono gravemente ferite. Lo stesso giorno scoppiano a Roma altre tre bombe ed un altro ordigno viene trovato inesploso a Milano, venendo poi fatto brillare dagli artificieri. Il Ministro degli interni Franco Restivo suggerisce una serie di misure di carattere repressivo, che tuttavia incontrano l'opposizione di Moro. Contemporaneamente viene trovato un manifesto di rivendicazione della strage a firma anarchica ed il commissario Calabresi, nonostante i dubbi espressigli dal giornalista de Il Giorno Marco Nozza, ferma un'ottantina di aderenti al movimento, tra i quali Pinelli che, dopo tre giorni di interrogatorio, muore in circostanze mai chiarite, cadendo dal quarto piano della questura. Negli anni seguenti il caso sarà archiviato come morte accidentale causata da "malore attivo".
Gli eventi vengono alternati a dialoghi tra i vari protagonisti, come Stefano Delle Chiaie, capo di Avanguardia Nazionale, il quale discute dell'attentato avvenuto con il principe Junio Valerio Borghese, altro importante membro dell'estrema destra ed ex capo della X MAS durante la Repubblica Sociale Italiana; mentre il primo afferma che si tratta di una guerra, Borghese prende le distanze dalla strategia delle bombe adottata dai neofascisti, ritenendo dei "macellai" gli autori della strage.
Intanto, Mario Merlino, un estremista di destra (che frequenta però in contemporanea anche gli anarchici) legato a Delle Chiaie e collegato anche a Borghese, fa il nome di Valpreda come possibile autore della strage. Parallelamente un agente infiltrato nel circolo anarchico 22 marzo di Roma, al quale aveva aderito Valpreda, lo informa che lo stesso Valpreda partì l'11 dicembre da Roma alla volta di Milano, portando con sé una grossa borsa. Questi viene anche riconosciuto da Cornelio Rolandi, un tassista, che lo indica come l'uomo che nel pomeriggio del 12 dicembre era sceso dal suo taxi in piazza Fontana, recando con sé una grossa valigia, e viene arrestato dalla polizia. Valpreda si dichiara innocente. La sinistra extraparlamentare inizia nel frattempo una campagna stampa a suo favore e contro Calabresi, accusandolo di essere il responsabile della morte di Pinelli, da loro definita un omicidio.
Iniziano ad emergere connivenze tra i servizi segreti e gli ambienti dell'estrema destra, in particolare quella veneta, dove opera Giovanni Ventura (dirigente della cellula padovana di Ordine Nuovo assieme a Franco Freda), in collegamento con l'agente del SID Guido Giannettini. L'inchiesta, condotta dal sostituto procuratore Pietro Calogero e dal giudice Giancarlo Stiz, viene però trasferita a Roma. Nel frattempo Aldo Moro affronta il Presidente Saragat, rendendogli nota la nuova espressione coniata in merito agli avvenimenti occorsi, ossia "strage di Stato", ed entrambi concordano sulla necessità di tenere segrete le notizie, mentre la moglie di Pinelli, Licia, sporge denuncia contro la questura di Milano, costituendosi parte civile nel processo a carico del commissario Calabresi e dei funzionari presenti la sera della morte del marito (verranno tutti assolti).
Nei mesi che seguono (siamo ormai al 1972) l'editore e attivista di estrema sinistra Giangiacomo Feltrinelli viene trovato morto ai piedi di un traliccio dell'alta tensione (dove secondo le indagini stava preparando un attentato dimostrativo alla linea elettrica, quando la bomba gli esplose in mano) ed il commissario Calabresi, grazie al colonnello dei Carabinieri Pio Alferano viene a conoscenza dell'esistenza di un deposito di armi e di esplosivi, sito in una galleria ad Aurisina, nei pressi del confine con la Jugoslavia, dove gli estremisti di destra potrebbero avere prelevato l'esplosivo utilizzato per la strage alla Banca dell'Agricoltura (depositi che, negli anni a seguire, diverranno di dominio pubblico con la denominazione "depositi NASCO").
Lo stesso Calabresi riferisce al capo dell'ufficio Affari Riservati Federico Umberto D'Amato della possibilità della presenza di due bombe, collocate tuttavia non da Valpreda ma da uno fra tre neofascisti che gli assomigliano (in alternativa parla di Valpreda come di una persona manipolata che avrebbe messo la prima bomba, meno potente e che doveva esplodere a banca chiusa), ma questi, nonostante gli faccia intendere che l'attentato possa essere stato organizzato e coperto da segmenti dello Stato e della NATO (in particolare da quella che verrà poi conosciuta come Organizzazione Gladio), afferma che nulla di quanto è realmente successo emergerà. Pochi giorni dopo il commissario viene ucciso. Sulla scena di Calabresi colpito a morte termina il film.
Una scritta prima dei titoli di coda ricorda che nei successivi 33 anni si susseguiranno tre processi che alterneranno condanne ed assoluzioni (sia Valpreda sia i neofascisti saranno assolti) ma, al termine dell'ultimo grado del terzo processo (1987), non risulteranno colpevoli, con l'eccezione di Freda e Ventura dichiarati coinvolti da una sentenza del 2005, i quali tuttavia non sono più perseguibili poiché già assolti in via definitiva. Viene poi ricordata la condanna di alcuni esponenti e dirigenti della formazione comunista Lotta Continua (Adriano Sofri, Ovidio Bompressi, Giorgio Pietrostefani e Leonardo Marino) per l'uccisione di Calabresi, comminata nel 1997 dopo un lungo processo.

## Distribuzione
Il film, prodotto da Cattleya e Rai Cinema, è stato distribuito nelle sale cinematografiche dalla 01 Distribution il 30 marzo 2012. Il trailer del film è stato diffuso il 23 febbraio 2012..
Il film è stato trasmesso in prima visione su Rai 1 il 28 maggio 2014 in prima serata.

## Accoglienza

### Incassi
Al primo week-end ha incassato 533.000 euro, posizionandosi al quinto posto.

### Critica

#### Reazione di Adriano Sofri
Il primo riscontro che il film ottiene è quello di Adriano Sofri, condannato per l'omicidio del commissario Luigi Calabresi che, all'indomani della prima del film, contestandone la tesi del doppio attentato, cioè la ricostruzione dei fatti basata su fonti anonime che vorrebbero far passare la tesi di un "attentato duplicato" (sia nella versione liberamente tratta dal regista, che la versione del libro a cui il film si ispira), pubblica il 31 marzo 2012 un instant book di 132 pagine, intitolato 43 anni. Piazza Fontana, un libro, un film, per ripristinare, a suo dire, la verità storica, e facendo ampio uso del materiale ormai pubblico.

#### Reazione di Mario Calabresi
Altro riscontro che ha destato interesse è quello di Mario Calabresi, figlio del Commissario Luigi Calabresi, che ha definito il film coraggioso e nebuloso al tempo stesso, in quanto mostra chiaramente l'assenza del padre dalla stanza al momento della morte di Pinelli, ma non approfondisce la campagna portata avanti da Lotta Continua, impedendo così di comprenderne appieno la condanna. Mario Calabresi ha pubblicato la sua storia in un libro intitolato Spingendo la notte più in là, tradotto anche all'estero.

## Riconoscimenti
- 2012 - David di Donatello
  - Migliore attrice non protagonista a Michela Cescon
  - Miglior attore non protagonista a Pierfrancesco Favino
  - Migliori effetti speciali visivi a Stefano Marinoni e Paola Trisoglio
  - Candidatura Miglior film a Riccardo Tozzi, Giovanni Stabilini e Marco Chimenz
  - Candidatura Miglior regista a Marco Tullio Giordana
  - Candidatura Migliore sceneggiatura a Marco Tullio Giordana, Sandro Petraglia e Stefano Rulli
  - Candidatura Miglior produttore a Riccardo Tozzi, Giovanni Stabilini e Marco Chimenz
  - Candidatura Miglior attore protagonista a Valerio Mastandrea
  - Candidatura Miglior attore non protagonista a Fabrizio Gifuni
  - Candidatura Migliore fotografia a Roberto Forza
  - Candidatura Migliore scenografia a Giancarlo Basili
  - Candidatura Miglior costumi a Francesca Livia Sartori
  - Candidatura Miglior trucco a Enrico Iacoponi
  - Candidatura Migliori acconciature a Ferdinando Merolla
  - Candidatura Miglior montaggio a Francesca Calvelli
  - Candidatura Miglior sonoro a Fulgenzio Ceccon
- 2012 - Nastro d'argento
  - Migliore sceneggiatura a Marco Tullio Giordana, Sandro Petraglia e Stefano Rulli
  - Miglior attore protagonista a Pierfrancesco Favino
  - Miglior attrice non protagonista a Michela Cescon
  - Candidatura Regista del miglior film a Marco Tullio Giordana
  - Candidatura Miglior produttore a Riccardo Tozzi, Giovanni Stabilini e Marco Chimenz
  - Candidatura Miglior attore non protagonista a Fabrizio Gifuni
  - Candidatura Migliore scenografia a Giancarlo Basili
  - Candidatura Miglior montaggio a Francesca Calvelli
  - Candidatura Migliore sonoro in presa diretta a Fulgenzio Ceccon
- 2012 - Globi d'oro
  - Candidatura Miglior film a Marco Tullio Giordana
  - Candidatura Migliore sceneggiatura a Marco Tullio Giordana, Sandro Petraglia e Stefano Rulli
  - Candidatura Miglior attore a Valerio Mastandrea
- 2012 - Ciak d'oro
  - Migliore attore non protagonista a Pierfrancesco Favino[9]
  - Migliore colonna sonora a Franco Piersanti[9]
  - 2º classificato Migliore attore protagonista a Valerio Mastandrea
  - 3º classificato Miglior film a Marco Tullio Giordana
  - Candidatura Miglior attrice non protagonista a Michela Cescon
  - Candidatura Migliore sceneggiatura a Marco Tullio Giordana, Sandro Petraglia e Stefano Rulli
  - Candidatura Miglior montaggio a Francesca Calvelli
  - Candidatura Migliore scenografia a Giancarlo Basili
  - Candidatura Miglior costumi a Francesca Livia Sartori
  - Candidatura Miglior produttore a Riccardo Tozzi, Giovanni Stabilini e Marco Chimenz
- 2012 - Karlovy Vary International Film Festival
  - Premio speciale della giuria a Marco Tullio Giordana
  - Premio Europa Cinemas Label a Marco Tullio Giordana
  - Candidatura Globo di Cristallo a Marco Tullio Giordana
- 2012 - Trailers FilmFest
  - Candidatura [Migliore locandina italiana a Internozero Comunicazione
- 2012 - YouMovie Awards[10][11]
  - Miglior interpretazione in un film italiano a Valerio Mastandrea
  - Candidatura Miglior film italiano a Riccardo Tozzi, Giovanni Stabilini e Marco Chimenz
  - Candidatura Miglior regia italiana a Marco Tullio Giordana
  - Candidatura Miglior interpretazione in un film italiano a Michela Cescon